# Domkapitel Hildesheim

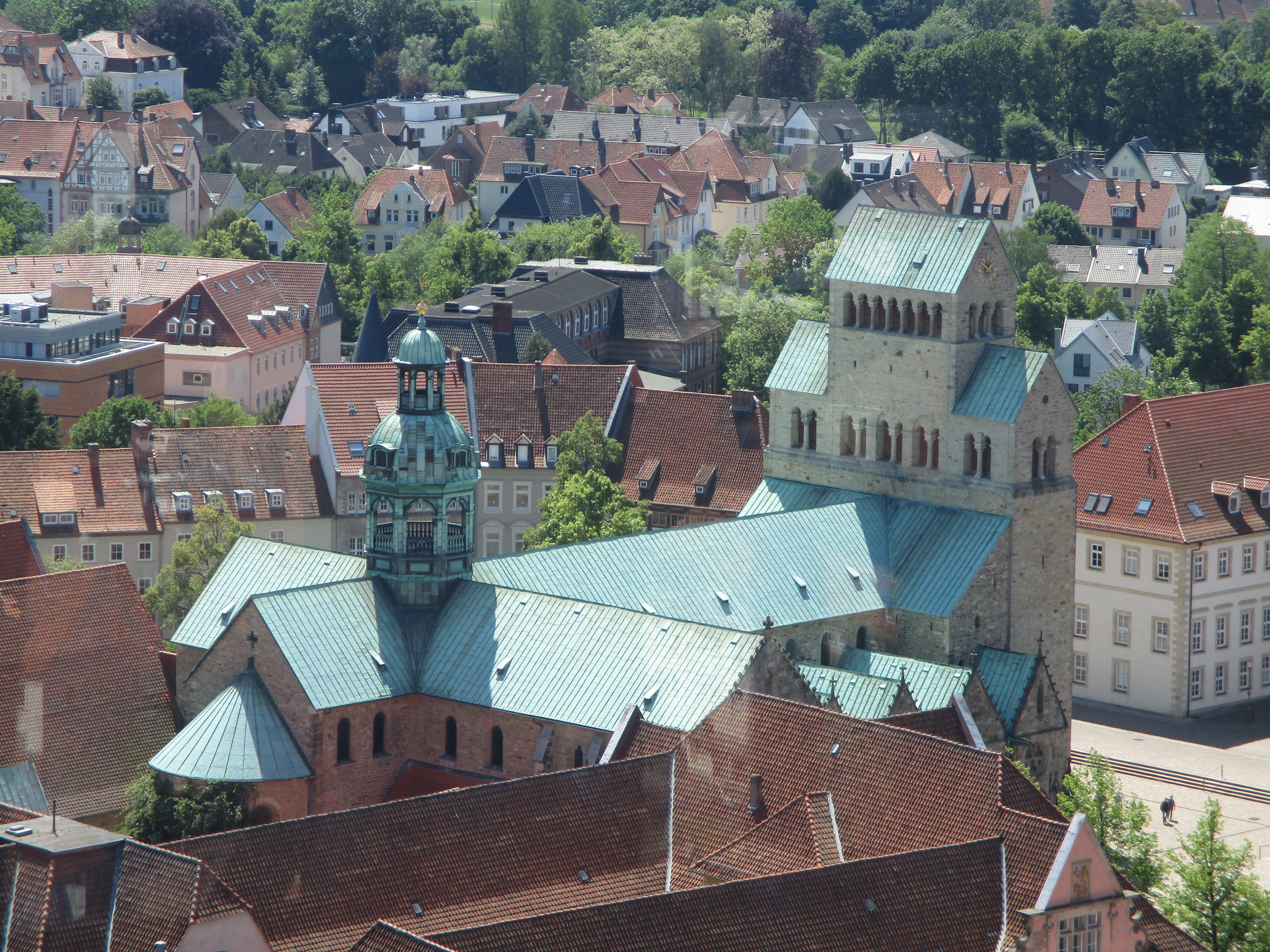
Der Hildesheimer Dom St. Mariä Himmelfahrt

Das Domkapitel Hildesheim ist eine geistliche Korporation am Hildesheimer Dom und wurde 815 mit der Entstehung des Bistums Hildesheim gegründet und am 15. Dezember 1810 aufgelöst. Gemäß dem Patrozinium des Bistums Hildesheim galt die heilige Maria ebenfalls als die Hauptpatronin des Domkapitels. Andere Patrozinien waren beispielsweise die heilige Cäcilia, der heilige Valerianus und der heilige Tiburtius. Die Gemeinschaft aus Kanonikern, welche auch als Domkapitel bezeichnet wird, unterstützte den Bischof bei dessen seelsorgerischen und gottesdienstlichen Aufgaben und war an der Verwaltung der Diözese sowie des Hochstifts beteiligt. Aufgrund der zunehmenden Unabhängigkeit vom Bischof entwickelte sich das Hildesheimer Domkapitel zu einem einflussreichen geistlichen sowie weltlichen Gremium. Dabei galt die Wahl des Bischofs als eines der wichtigsten Vorrechte, welche das Domkapitel erworben hatte. Das im 19. Jahrhundert neugegründete Domkapitel hat bis heute Bestand.

## Historischer Überblick

### Entstehung

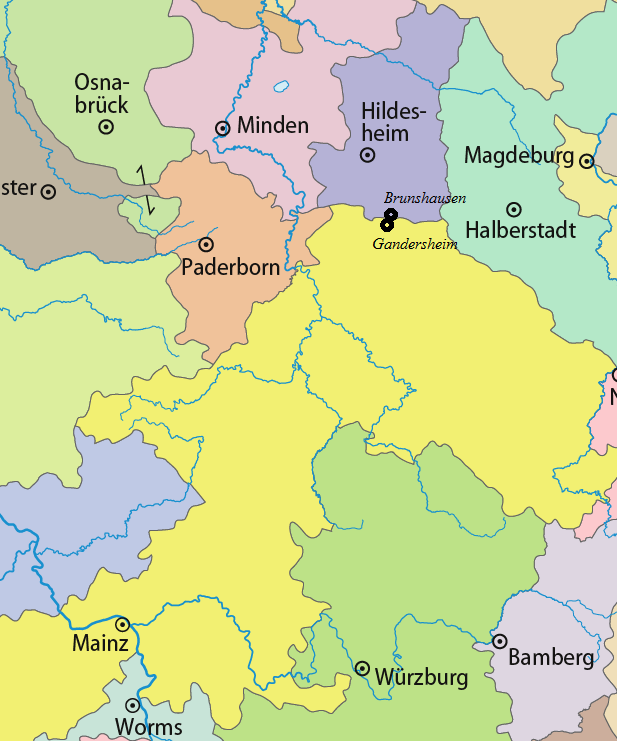
Das Bistum Hildesheim (violett) und das Erzbistum Mainz (gelb) von der Gründung bis zur Neuumschreibung 1821/1824.

Die Anfänge des Domkapitels führen bereits auf die Gründung des Bischofssitzes zurück, an welchen sich eine geistliche Kommunität angliederte. Zunächst hatte Karl der Große als Teil seines Vorhabens, Sachsen in das Frankenreich zu integrieren, Elze zum neuen Standort eines ostfälischen Bistums bestimmt und dort eine Kirche und eine Missionsstation errichtet. Im Sommer 815 entschied jedoch Kaiser Ludwig der Fromme auf der Reichsversammlung in Paderborn die Verlegung des Standorts nach Hildesheim, konstituierte das Bistum und stattete es mit Königsschutz- und Immunitätsprivilegien aus. Hildesheim galt als strategisch günstiger Verkehrs- und Handelsknotenpunkt und verfügte über eine zentralere Lage als Elze. Die räumliche Ausdehnung des neugegründeten Bistums reichte von der Leine im Westen zur Oker im Osten und von der Aller im Norden zum nördlichen Harzrand im Süden. Dieses Gebiet des neugegründeten Bistums wurde der Kirchenprovinz Mainz zugeteilt.
Die ersten Bischöfe stammten aus dem Erzbistum Reims, zu welchem eine enge partnerschaftliche Beziehung bestand, und standen den Ottonen und Saliern nahe. Die Fürsprache der Ottonen brachte dem Bistum viele Güter und königliche Rechte ein. Darüber hinaus beeinflussten die Könige die Wahl der neuen Bischöfe, wobei diese häufig aus der königlichen Kapelle stammten.
Ein wesentliches Ziel der Hildesheimer Bischöfe stellte schon bald die Festigung und Ausweitung der Landesherrschaft in dem Gebiet des Bistums dar. 1235 bestätigten schließlich alle Fürsten auf dem Reichstag zu Mainz, dass die Landesherrschaft über das Hochstift Hildesheim dem Hildesheimer Bischof oblag. Nach einer weiteren Expansion des Herrschaftsgebiets wurde der Höhepunkt der territorialen Ausdehnung im 15. Jahrhundert erreicht.
In diese Entwicklung war auch das Domkapitel Hildesheim involviert. Eindeutige Indizien für das Wirken dieses frühen Domklerus stammen aus der Amtszeit des Bischofs Altfrid (851–874), welcher nahe dem Dom ein Wohngebäude für die Kanoniker bauen ließ. Die so genannten Dombrüder waren noch bis zur Amtszeit Bischof Bernwards (993–1022) überwiegend Mitglieder des örtlichen Klerus. Mittels des ersten Königsdiploms in usus fratrum vermachte Ludwig der Deutsche ihnen 871 einen Teil des königlichen Besitzes bei Peine. Bischof Wigbert (880–908) veranlasste schließlich, dass ein Drittel des gesamten Besitzes des Bistums Hildesheim als Präbendalgut für die Kanoniker verwendet werden sollte. Diesen Beschluss setzte Bischof Waltbert (908–919) um und stellte zur Verwaltung des übertragenen Guts einen Propst ein, sodass die Verwaltung nicht länger dem Bischof oblag.
Schrittweise entwickelte sich aus der anfänglichen Dombruderschaft eine klerikale Korporation mit einer eigenen Verfassung, ein Domkapitel, welches der Amtsgewalt des Bischofs gegenüberstand. Während die Inhaber des Bischofssitzes wechselten, stand die Domgeistlichkeit für Kontinuität.

### Entwicklungen im Mittelalter

Hochstift Hildesheim 1643: Kleines und Großes Stift Hildesheim.

Als Ausdruck der Autonomie der Korporation bildeten Otto III. sowie Heinrich II. eine förmliche Gebetsbruderschaft mit den Domklerikern. Des Weiteren erhielt das Domkapitel Hildesheim schon bald eine Vorbildfunktion, da das Zusammenleben der Kanoniker von großer Strenge geprägt war. So ging von dem Domkapitel eine Reformbestrebung und Standardisierung der deutschen Domkapitel hinsichtlich der Ordnung, Liturgie und Spiritualität aus. Aufgrund dieser besonderen Stellung wurden vermehrt Hildesheimer Kanoniker an den Königshof berufen, um dort Aufgaben wie die Seelsorge, die Pflege der Reliquien, doch auch das Ausstellen von Urkunden sowie die politische Beratung zu übernehmen. Dieses königliche Vertrauen zeigte sich zudem darin, dass zwischen 918 und 1167 44 Hildesheimer Kanoniker zu Bischöfen oder Erzbischöfen erhoben wurden. Aus keinem anderen Domkapitel des gesamten Ottonenreichs gingen so viele Bischöfe hervor.
Die Beachtung der strengen und vorbildlichen Lebensführung ließ im 11. Jahrhundert zunehmend nach. Die Ursachen hierfür stellten eine zunehmende Vermögensvermehrung infolge von Schenkungen dar, deren Sicherung an Priorität gewann, sowie die Auflösung der Lebensgemeinschaft der Kanoniker, welche daraufhin Einzelwohnungen in der Stadt bezogen. Zudem wurde mit dem Dombrand von 1046 ebenfalls das Domkloster zerstört. Eine Reorganisation erfolgte unter Bischof Hezilo (1054–1079), welcher gemeinsam mit Dompropst Benno die maximale Anzahl der vollbepfründeten Kanoniker auf 45 festlegte. Sieben weitere Anstellungen wurden mit geringeren Pfründen finanziert. Eine gesonderte Bezahlung lag zudem für die königlichen Kapläne vor, welche ebenfalls über das Bistum Hildesheim angestellt waren und deren Anzahl nicht begrenzt wurde.
Trotz umfassender Besitztümer bestand ein wesentliches Problem des Hildesheimer Domkapitels in dessen hoher Verschuldung. Diese hing unter anderem mit dem komplexen Fehdewesen zusammen. Das an das Hildesheimer Hochstift angrenzende Gebiet gehörte zum großen Teil den Welfen, sodass Konflikte zwischen diesen Parteien wiederholt militärische Auseinandersetzungen nach sich zogen, insbesondere mit den Herzögen von Braunschweig-Lüneburg. Den Höhepunkt dieser Auseinandersetzungen stellte die sogenannte Hildesheimer Stiftsfehde (1519–1523) dar. Diese wurde in dem Quedlinburger Rezess am 13. Mai 1523 beendet, welcher durch das Hildesheimer Domkapitel, die welfischen Herzöge und die Stadt Hildesheim verabschiedet wurde. Für das Hildesheimer Hochstift bedeutete dies eine erhebliche Verkleinerung des Territoriums, da das verbleibende sogenannte ‚Kleine Stift‘ lediglich noch die zwei Städte Hildesheim und Peine, die Ämter Steuerwald, Peine und Marienburg sowie die Dompropstei, zu welcher 90 Dörfer gehörten, umfasste. Die restlichen Gebiete musste das Domkapitel an die beiden Herzöge Heinrich d. J. von Wolfenbüttel und Erich von Calenberg-Göttingen abtreten.

### Auswirkungen der Reformation
Die Auswirkungen der Reformation waren auch im ‚Kleinen Stift‘ zu spüren. So bekannte sich 1542 die Stadt Hildesheim zum Protestantismus. Der zu dieser Zeit amtierende Domdechant Ludolf von Veltheim hielt jedoch an der katholischen Ausrichtung des Domkapitels fest, obwohl der Hildesheimer Rat den Domherren nahelegte, protestantische Prediger und Lehrer aufzunehmen. Die Bestrebungen, den katholischen Glauben gegen den protestantischen Einfluss zu behaupten, wurden darüber hinaus jedoch der Absicherung des Besitzes und der Wahrung der individuellen Interessen der Domherren untergeordnet. So traten im Verlauf des 16. Jahrhunderts dem Protestantismus zugewandte Personen in das Domkapitel ein. Die daraus hervorgehende Gefahr der Abkehr vom Katholizismus und die drohende Säkularisation konnten jedoch 1573 durch die Wahl von Ernst von Bayern zum Hildesheimer Bischof eingeschränkt werden.

### Auflösung 1810
Das Hochstift Hildesheim gelangte schließlich am 3. August 1802 in preußischen Besitz. Bald darauf begann die Auflösung der Männerklöster, deren Eigentum vom Staat konfisziert wurde. Zunächst blieb das Domkapitel als Korporation bestehen, doch wurde den Domkapitularen der Großteil ihrer Hoheitsrechte abgesprochen. Vakante Stellen durften nun nicht mehr neu besetzt werden. Da das Fürstentum Hildesheim 1807 in westphälischen Besitz gelangt war, veranlasste die westphälische Regierung gemäß dem Erlass von König Jérôme am 1. Dezember 1810 nur 14 Tage später die Auflösung des Domkapitels. Die Güter und der Besitz wurden in die staatliche Verwaltung eingegliedert oder verkauft. Erst 1828 nahm das neue Domkapitel seine Arbeit auf.

## Verfassung und Verwaltung

### Wappen

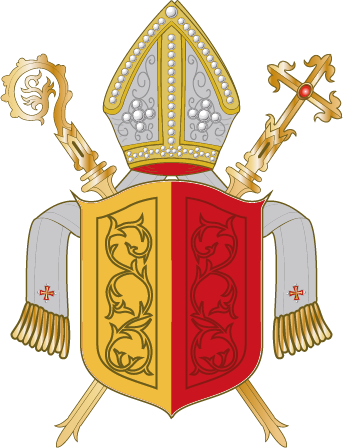
Wappen des Hochstifts Hildesheim.

Auf dem Wappen des Domkapitels ist die Patronin Maria abgebildet, die das Jesuskind und ein Zepter in den Händen hält. Zudem verwendete das Domkapitel das Wappen des Hochstifts Hildesheim. Als Besonderheit gilt, dass die Dompropstei, nachgewiesen ab dem 17. Jahrhundert, ein eigenes Wappen führte.

### Politischer Einfluss,  Bischofswahlrecht und weitere Vorrechte
Im 12. Jahrhundert, auf der Fastensynode vom 18. März 1179, erfolgte unter Bischof Adelog (1171–1190) die Kodifizierung wesentlicher Rechte des Domkapitels. In dem sogenannten ‚Großen Privileg‘ wurde den Domherren wirtschaftliche Unabhängigkeit und Selbstständigkeit zugesichert. Das Konsensrecht (ius consistendi), sah zudem vor, dass der Bischof von nun an bei der Bannung, Lehensvergabe und größeren wirtschaftlichen Handlungen das Domkapitel um dessen Rat fragen musste. Aus diesen rechtlichen Zugeständnissen resultierten Einbußen der bischöflichen Macht, sodass die Bedeutung des Domkapitels in Regierungsangelegenheiten bestätigt wurde.
Als Folge des Wormser Konkordats und gestärkt durch das ‚Große Privileg‘, gelang es den Domherren außerdem, das alleinige Bischofswahlrecht für sich zu beanspruchen. Trotz der ursprünglichen Bestimmung, nach welcher der Bischof vom Klerus und vom Volk gewählt werden sollte, hatten die Könige und Kaiser auf das alleinige Ernennungsrecht der Hildesheimer Bischöfe bestanden. Als schließlich Bischof Konrad I. von Querfurt vom Papst Innozenz III. seines Amtes enthoben wurde, da er nach seiner Wahl nicht um die päpstliche Erlaubnis gebeten hatte, beauftragte Innozenz III. das Hildesheimer Domkapitel unter Ausschluss der Beteiligung von Laien zur Wahl eines neuen Bischofs. Diese fiel auf den Dompropst Hartbert. Die Wahl stellte einen Präzedenzfall dar, indem das Domkapitel erstmals als allein stimmberechtigtes Gremium bei der Wahl eines Bischofs agierte. So wurden am Ende des 12. Jahrhunderts die Kandidaten bei einer Bischofswahl vom Domkapitel vorgeschlagen und gewählt. Die Entscheidung der Domherren, für welchen Kandidaten sie stimmten, orientierte sich nicht zwingend an inhaltlichen Interessen, sondern an den Parteiverhältnissen innerhalb des Domkapitels sowie den Einflüssen der Großmächte, wie Preußen, Österreich, Bayern und Hannover. Auch Bestechungsgelder waren nicht ausgeschlossen. In den nachfolgenden Bischofswahlen setzte das Domkapitel die ihm verliehenen Rechte und Privilegien mittels Wahlkapitulationen durch. Diese vor der Wahl getroffenen Vereinbarungen mit den Amtsanwärtern sicherten die Beachtung und den weiteren Einbezug des Domkapitels in Regierungsangelegenheiten ab.
Ein weiteres Vorrecht, das dem Domkapitel Hildesheim zustand, war die interimistische Landesverwaltung, welche dem Domkapitel in Sedisvakanzzeiten zustand. Diese Sedisvakanzen konnten längere Zeit andauern, woraus eine machtvolle Position des Domkapitels resultierte. Allein im 18. Jahrhundert gab es zwei längere Sedisvakanzen. So blieb das Bischofsamt von 1702 bis 1714 unbesetzt, da der Nachfolger des Bischofs Jobst Edmund von Brabeck (1688–1702), der bayerische Prinz Joseph Clemens, im spanischen Erbfolgekrieg gegen den Kaiser kämpfte und von diesem deshalb zum Staatsfeind und zu einem unzulässigen Kandidaten erklärt wurde. Die zweite Sedisvakanz betraf den Zeitraum von 1761 bis 1763. Der überraschende Tod des Bischofs Clemens August von Bayern (1723–1761) fiel mitten in die Zeit des Siebenjährigen Krieges. Infolgedessen bekundeten sowohl Hannover als auch Preußen Interesse an einer Säkularisation des Hochstifts Hildesheim, weshalb die Wahl hinausgezögert wurde. Letztlich wählten die Kanoniker jedoch einen der Domkapitulare zum neuen Bischof.

### Festigung der inneren Verfassung und Teil des ersten Landstandes
Mit der Einführung und Umsetzung des ‚Großen Privilegs‘ und des Wahlrechts galt die innere Verfassung des Domkapitels im 13. Jahrhundert als weitgehend abgeschlossen. Die erreichte Unabhängigkeit vom Bischof zeigte sich in erster Linie in den rechtlich bindenden Beschlüssen, welche in den vom Domkapitel selbst organisierten Versammlungen getroffen wurden. Die Einflussnahme in weltlichen Angelegenheiten ließ den anfänglichen geistlichen Charakter des Gremiums zunehmend in den Hintergrund treten. So gewannen Ziele wie die Sicherung der Herrschaft und die Vergrößerung des eigenen Vermögens an Priorität.
Ende des 15. und Anfang des 16. Jahrhunderts entstand ein Kompendium an Gesetzen, welches eine landständische Mitwirkung im Hochstift Hildesheim gewähren sollte. Das Domkapitel gehörte dem ersten Landstand im Hochstift Hildesheim an. Im Unterschied zu vielen anderen geistlichen Territorien baute die neue Verfassung nicht allein auf dem klassischen Dreikuriensystem auf, welches das Domkapitel, die Ritterschaft und die Städte beinhaltete, sondern wurde durch die Stifterkurie ergänzt, welche Klöster und Stifte mit einschloss. Das Domkapitel galt dennoch weiterhin als führende politische Korporation.

## Personelle Zusammensetzung
Ab dem Spätmittelalter setzte sich das Hildesheimer Domkapitel aus 42 Kanonikaten zusammen, womit es zu den größten Domkapiteln der Reichskirche gehörte. Bis zu seiner Auflösung im Jahr 1810 blieb diese Anzahl bestehen.

### Voraussetzungen für die Aufnahme
Bereits am Ende des 12. Jahrhunderts zeichnete sich ab, dass die Mitglieder des Domkapitels mehrheitlich dem niedersächsischen Adel angehörten. Der Anteil des Hochadels überwog dabei zunächst, bis ab dem 14. Jahrhundert vermehrt Mitglieder aus dem niederen Adel aufgenommen wurden. Ein Beschluss vom 26. Februar 1387 legte schließlich als Aufnahmevoraussetzung rechtlich fest, dass die Mitglieder aus dem Adels- oder Ritterstand aus einem ehelichen Verhältnis hervorgegangen sein mussten oder dass sie einen akademischen Abschluss in Theologie, in Medizin, im zivilen oder im kanonischen Recht vorzuweisen hatten. Ein Zusatzbeschluss vom 1. Dezember 1575 schloss die Aufnahme Nichtadliger vollends aus, indem jeweils vier adlige Ahnen väterlicher- und mütterlicherseits nachgewiesen werden mussten. In einem Erlass von 1602 wurde dies auf 16 Ahnen ausgeweitet. Zusätzlich wurde 1419 ebenfalls ein dreijähriges Studium in Deutschland oder ein einjähriges Studium im Ausland als obligatorische Voraussetzung zur vollständigen Aufnahme in das Domkapitel erklärt.
Neben diesen Qualifikationen bedurfte es weiterer Voraussetzungen, um in das Domkapitel aufgenommen zu werden. Damit ein Kandidat für ein Amt vorgeschlagen werden konnte, musste er mindestens 14 Jahre alt sein. Nach der Vollendung des 21. Lebensjahres endete die Unterrichtung durch den Scholaster, was auch als Emanzipation vom Offizial bezeichnet wird. War der Kanoniker zu diesem Zeitpunkt bereits zum Subdiakon geweiht worden und konnte er sein Studium an der Universität vorweisen, stand es ihm nun zu, die Einnahmen seiner Präbende zu beziehen. Eine endgültige Aufnahme, welche einen Sitz und ein Stimmrecht im Domkapitel bedeutete, erfolgte allerdings erst mit 25 Jahren. Bis zum 13. Jahrhundert teilten sich der Bischof und das Domkapitel das Besetzungsrecht der Kanonikate, bis es schließlich vollständig an das Domkapitel überging. Bis 1500 stellte das Domkapitel 17 der 34 Bischöfe des Bistums Hildesheim.
Aufgrund der wenigen in Hildesheim ansässigen, stiftadligen Familien, die Kandidaten für die Besetzung der Kanonikate stellten, kamen die meisten Domherren von außerhalb, wie aus dem Rheinland oder Westfalen. Es war durchaus üblich, dass ein Domherr auch Pfründen in anderen Domkapiteln bezog, beispielsweise in Münster oder Osnabrück. Zudem fällt auf, dass sich ein bestimmter Kreis von Familien gebildet hatte, der die meisten der Domherren stellte. So stammten die im 18. Jahrhundert tätigen 196 Hildesheimer Domherren aus lediglich 76 Familien.

### Qualifikationen
Die Qualifikationen der Domherren des Domkapitels Hildesheim waren die Grade des Priesters, des Diakons und des Subdiakons. Ein Großteil des Personals des Hildesheimer Domkapitels bestand aus Subdiakonen, welche im 18. Jahrhundert 42 % ausmachten. Erfüllte man alle Voraussetzungen und erhielt zumindest die Subdiakonatsweihe, konnte man bis auf das Bischofsamt und die Dignitäten des Dompropstes und Domdechanten alle Kapitelsämter ausüben. Trotzdem konnten Amtsträger ohne größere Schwierigkeiten in den weltlichen Stand zurücktreten. Wenn ein nicht erbberechtigter Sohn einer Adelsfamilie in das Domkapitel aufgenommen wurde, konnte dieser im Falle des Todes seines älteren Bruders den geistlichen Stand wieder verlassen und auf diese Weise das Familienerbe wahren.

### Dignitäten und Ämter

#### Dompropst
Spätestens ab dem 10. Jahrhundert entstand im Hildesheimer Domkapitel die Dignität des Dompropstes, welcher aus den eigenen Reihen des Domkapitels gewählt wurde. Während des Mittelalters waren dies zumeist Diakone oder Subdiakone. Dem Dompropst oblag die Verantwortung für die gesamte Verwaltung der Kathedralgüter. Bei Kapitelsitzungen hatte er lediglich ein Stimmrecht bezüglich weltlicher Angelegenheiten, nicht jedoch bei geistlichen Themen. Der Besitz des Dompropstes, die Dompropstei, umfasste ab dem 12. Jahrhundert die Dörfer Itzum, Hasede und Losebeck, zu welchen weitere Dörfer hinzukamen. Im 18. Jahrhundert betrug das feste jährliche Gehalt des Dompropstes 4500 Reichstaler.

#### Domdechant
Eine weitere wichtige Dignität im Hildesheimer Domkapitel stellte die des Domdechanten dar. Dieser wurde ebenfalls von den Domherren gewählt und musste als Voraussetzung für die Ausübung des Amtes Priester sein. Zum einen war der Domdechant der Hauptverantwortliche für die Gottesdienste, welche im Dom stattfanden und übte zum anderen die Disziplinargewalt über die Mitglieder des Domkapitels sowie die Gerichtsbarkeit über die zugehörigen, in Domfreiheit lebenden Kleriker aus. Nach der Erhebung des Hildesheimer Domkapitels zum ersten Landstand im Fürstentum Hildesheim, fungierte der Domdechant auch als Landschaftsdirektor. Im 18. Jahrhundert betrug sein Jahresgehalt 2000 Reichstaler.

#### Scholaster, Kantor, Küster, Kellner
Neben diesen beiden Dignitäten verfügte das Hildesheimer Domkapitel über vier weitere Ämter. Dazu gehörten das Amt des Scholaster, des Kantors, des Küsters und des Kellners. Der Scholaster leitete die Domschule und war für die Ausbildung der jungen Kanoniker zuständig, während der Kantor für den Chorgesang im Gottesdienst verantwortlich war. Demgegenüber kümmerte sich der Küster um den Unterhalt der Kirche, wie die Paramente und den Kirchenschatz und der Kellner um die Verwaltung der Abgaben. Zwar erhielten die Amtsträger nur wenige Rechte, weshalb die Ämter auch als Titularämter bezeichnet wurden, doch konnten sie durchaus lukrative Einnahmen verbuchen. So erhielt im 18. Jahrhundert der Scholaster 1200 Reichstaler, der Kantor 500 Reichstaler, der Küster 800 Reichstaler und der Kellner ebenfalls 800 Reichstaler. Bezüglich der Besetzung stand dem Hildesheimer Domkapitel lediglich die Wahl des Propstes, des Dechanten und des Kellners zu, während der Scholaster, der Küster und der Kantor vom Bischof ernannt wurden.

### Kumulierung von geistlichen und weltlichen Ämtern
Im späten 17. Jahrhundert entstand in einigen Bereichen eine weitere Kumulierung zwischen geistlichen und weltlichen Ämtern, was unter anderem mit der Knappheit des Personals zusammenhing. Dies konnte man beispielsweise beim Amt des Generalvikars beobachten, welches seit 1688 von einem Kanoniker ausgeübt wurde. Auch im 18. Jahrhundert wurde das Amt des Regierungspräsidenten sowie des Vorsitzenden einiger weltlicher Oberbehörden, der Hofkammer, des Geheimen Rates und des Hofgerichts von einem Domkapitular ausgeübt. Darüber hinaus wurden Domherren als Hofrichter, Drosten, Kammer-, Regierungs- und Kriegsräte eingesetzt. In den Jahren 1802/03 gehörten dem Domkapitel 42 Kanoniker, 31 Vikare, 27 Kirchenbediente und 41 männliche Offizianten an.

### Vikare
Eine tragende Rolle hinsichtlich der seelsorgerischen Aufgaben spielten die Vikare. Bischof Hartbert (1199–1216) schuf als erster die Voraussetzung für die Stellen von drei Vikaren, indem er hierzu Präbenden bereit stellte. Zu Beginn des 13. Jahrhunderts wuchs die Zahl der Vikare auf sieben an. Ursprünglich vertraten diese den Bischof, den Domdechanten oder den Dompropst in seelsorgerischen Angelegenheiten, wie den Gottesdiensten. Dies weitete sich aufgrund der häufigen Abwesenheit der Domkapitulare auch auf deren geistliche Verpflichtungen aus. Ihre Vertretungen bezeichnete man als vicarii chori. Außerdem gab es die vicarii stacionarii, welche infolge von Messstiftungen an besonderen Altären Messen abhielten. Anfang des 17. Jahrhunderts waren bereits 41 Vikare am Hildesheimer Dom tätig. Bischof Maximilian Heinrich von Bayern (1650–1688) reduzierte die Stellen 1657 auf 33. Die Entscheidung über die Besetzung der Vikarien wurde vom Bischof, dem Domkapitel oder auch von Archidiakonen oder Priestern getroffen. Die Kandidaten waren dabei im Gegensatz zu den Domherren überwiegend bürgerlicher Herkunft. Als Qualifikation benötigten sie eine theologische Ausbildung, welche in einigen Fällen auch die Weihe zum Priester beinhaltete.

## Religiöses und geistliches Leben

### Reliquien und Wallfahrten

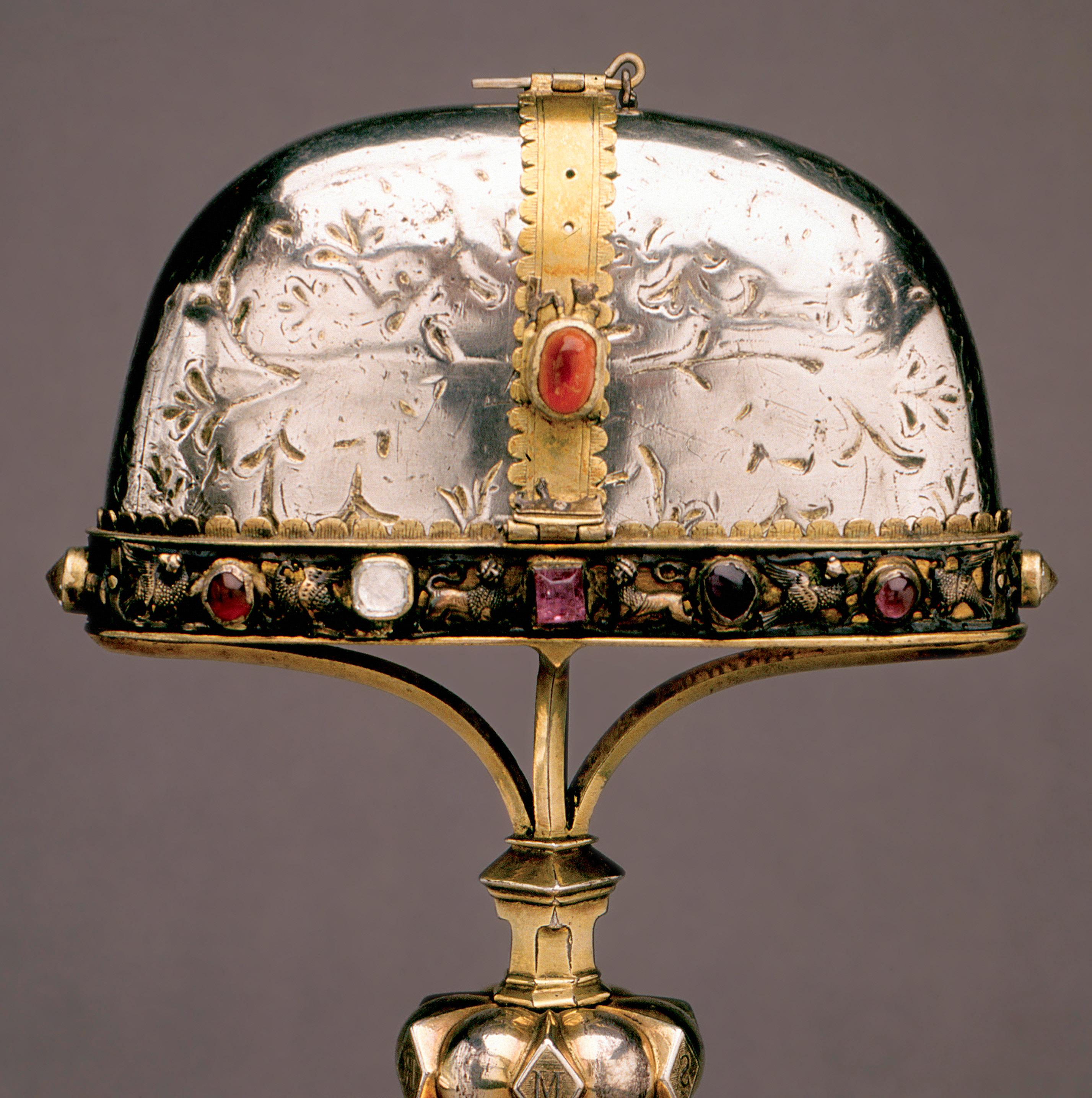
Das Hildesheimer Marienreliquiar.

Bereits im Zuge der Gründung hatte Ludwig der Fromme das Bistum mit Reliquien ausgestattet, für deren Pflege unter anderem das Domkapitel verantwortlich war. Aufgrund des Patroziniums der heiligen Maria, vermachte der Kaiser dem Bistum einen Teil des Aachener Mariengewandes, welches in der ‚Lipsanotheca Mariana‘, einer vergoldeten Silberkapsel, aufbewahrt wurde. Der Bischof nahm diese Reliquie zu wichtigen Rechtsgeschäften mit. Zudem wurde der Treueeid der Domherren und Ritter vor dem Heiligtum abgelegt und in Zeiten von Pest, Krieg und Hunger trug man die Reliquie durch die Stadt. Neben weiteren Reliquien, wie beispielsweise von der heiligen Cäcilia und dem heiligen Valerianus, gehörte noch das Grab des 1131 heiliggesprochenen Hildesheimer Bischof Godehard, zu dessen Grab bereits schon vor seiner Heiligsprechung Wallfahrten stattfanden. 1194 konnte das Domkapitel außerdem den Kopf sowie den rechten Arm des heiligen Bernwards für sich beanspruchen.

### Domschule
Aufgrund der unsicheren Quellenlage, ist die Gründungszeit der Hildesheimer Domschule nicht vollständig gesichert. Allerdings geht man davon aus, dass die Institution, welche zur Ausbildung der jungen Kleriker diente, mit der Gründung des Hildesheimer Bistums entstand. Der erste, namentlich erwähnte Domscholaster und spätere Domdechant, war Thangmar (wahrscheinlich 940–1019). Die Domschule wurde seitdem vom Bischof und vom Kaiser gefördert sowie vom Domkapitel durch den Domscholaster personell ausgestattet. Schon bald kam der Schule eine überregionale Bedeutung zu, indem diese bis ins 12. Jahrhundert zu den angesehensten Bildungseinrichtungen des gesamten Reiches zählte. Erst im 13. Jahrhundert, als die Universitäten an Einfluss gewannen, wurde die Position der Schule geschwächt. Diese fungierte nun als Lateinschule für den Nachwuchs des Domkapitels. Um 1550 besuchten die Schule zwischen 400 und 600 Schüler, die dort kostenlos unterrichtet wurden. Nach der Niederlassung der Jesuiten in Hildesheim, welcher das Domkapitel zunächst kritisch gegenüberstand, gründeten diese 1595 ein Jesuitengymnasium, das die höheren Jahrgänge der Domschule übernahm. Die Domschule blieb noch bis zum 19. Jahrhundert als Elementarschule bestehen.

### Domhospital
Auch die Entstehungszeit des Domhospitals ist nicht gänzlich abgesichert. Aufgrund der Verpflichtung der Domkapitel, Hospitäler zu betreiben oder zu unterstützen, ist eine Entstehung in der Gründungszeit des Bistums Hildesheim anzunehmen. Der Dompropst Rainald Dassel ließ 1161 auf eigene Kosten ein neues Gebäude an der Innerste errichten, an welches sich eine Hospitalkirche mit dem Patrozinium St. Johannes anschloss. Dort entstand eine bruderschaftliche Spitalgemeinschaft, aus welcher ein kleiner kanonischer Konvent hervorging, das Johannisstift. Anfang des 13. Jahrhunderts wurde zum einen das Vermögen des Hospitals und des Domkapitels getrennt und zum anderen der Hospitalkirche von Bischof Hartbert (1199–1216) das Pfarr- und Synodalrecht über den Hildesheimer Bezirk ‚Auf den Steinen‘ verliehen. Im Jahr 1282 erfolgte eine bauliche Erweiterung und das Domkapitel veranlasste, dass nur noch Menschen eines von ihm bestimmten Personenkreises aufgenommen werden durften. Das Hospital brannte im Zuge der Zerstörung der Dammstadt 1332 nieder und wurde bis 1352 wiederaufgebaut. Im 15. Jahrhundert gehörte das Hospital zu den größten in ganz Hildesheim. Schließlich finanzierte der Domkellner Burchard Steinhoff den Bau eines neuen Gebäudes. Auch nach der Reformation behielt das Domkapitel die Leitung des Hospitals bei.

## Vermögen
Das Vermögen des Domkapitels Hildesheim wurde in Präbendalgut und Kapitelsgut unterschieden. Das Fundament des Präbendalguts bestand aus den von Bischof Waltbert (908–919) zur Verfügung gestellten Gütern als Teil des Kirchenvermögens. Diese Güter hatten zu Beginn in etwa den Umfang von 300 bis 400 Hufen, jedoch kam es infolge von Schenkungen bis Mitte des 11. Jahrhunderts stetig zu einer Vergrößerung des Besitzes. Es handelte sich dabei um Streubesitz, der sich auf einem Gebiet von 1000 km² verteilte, allerdings innerhalb eines Radius‘ von höchstens 40 km. Im Laufe des 12. und 13. Jahrhunderts wurden diese Güter in größere Villikationssysteme zusammengefasst, sodass 1382 insgesamt 14 Villikationen vorlagen. Dort enthalten waren 139 Orte, sechs Mühlen, drei Fischereien, 30 ½ große und sechs kleine Zehnten. Die Gesamthufenzahl von 985 ¼ entsprach in etwa einer Fläche von 30.000 Morgen (etwa 7.500 Hektar). Die Abgaben betrugen häufig ein Drittel der Getreideernte oder die Hälfte der Erträge von einem festgelegten Teil des Landes.
Zur weiteren Vergrößerung des Vermögens erwarb das Domkapitel einige landesherrliche Burgen und die daran angegliederten Ämter, wodurch neben den Gerichtsbezirken auch die Leitung der obersten Verwaltung an das Domkapitel übertragen wurde. Als Beispiel gilt die Burg Steinbrück, welche 1394 zunächst als Pfand und 1425 schließlich in den festen Besitz des Domkapitels überging. Auch die Marienburg erhielt das Domkapitel im 15. Jahrhundert als Pfand, bevor diese bald darauf zum Eigentum des Domkapitels zählte.
Das Kapitelsgut entstand aus der Problematik heraus, dass der Besitz des Domkapitels Mitte des 11. Jahrhunderts so groß geworden war, dass man diesen nicht mehr unter einer zentralen Verwaltung zusammenführen konnte. Für weitere Güter wurden von nun an zusätzliche Verwaltungen geschaffen, sogenannte Obedienzen, welche einzelne Kanoniker als Obedienziare übernahmen. Diese mussten entsprechende Abgaben an die zentrale Verwaltung des Domkapitels leisten, beispielsweise zu Stiftungszwecken. Teilweise wurde das auf diese Weise erwirtschaftete Geld erneut in Güter angelegt, sodass das Obedienzialgut im späten 13. Jahrhundert bereits 500 Hufen betrug. Die Höhe der Abgaben und die Menge des Obedienzialguts korrelierte häufig mit den Dignitäten und Ämtern. Der Radius dieses Streubesitzes war dabei doppelt so groß wie der des Präbendalguts und betrug 80 km.

## Domkapitel Hildesheim ab 1828
Mit der Bulle Impensa Romanorum Pontificum aus dem Jahr 1824 zwischen dem Königshaus Hannover und dem Papst wurde das Bistum Hildesheim neu umschrieben. Es bestand nun aus großen Teilen des Königreichs Hannover östlich der Weser und wurde 1834 um das Herzogtum Braunschweig erweitert. Das neu gegründete Domkapitel nahm mit den ersten Investituren am 1. Juli 1828 seine Funktion wieder auf und bestand zunächst aus einem Domdechanten und sechs weiteren Domherren. Diese hatten die Befugnis, den Bischof aus einer Kandidatenliste zu wählen. Im Jahr 1965 wurde die Zahl der Domkapitulare, welche 1929 auf fünf reduziert worden war, mit zwei nichtresidierenden Mitgliedern auf sieben erweitert.